# Maryna Zubko
Maryna Zubko (* um 1990 in der Ukraine) ist eine deutsch-ukrainische Opernsängerin in der Stimmlage Sopran.

## Wirken
Maryna Zubko studierte bei Iryna Semenenko Gesang an der Nationalen Musikakademie der Ukraine. Parallel dazu absolvierte sie ein Germanistikstudium an der Kiewer Nationalen Linguistischen Universität. Es folgte ein Masterstudium und Konzertexamen in Operngesang an der Hochschule für Musik und Darstellende Kunst Frankfurt am Main bei Ursula Targler-Sell. Sie belegte Meisterkurse u. a. bei Ivan Konsulov, Mariella Devia, Helmut Deutsch und Claudia Eder. Ein weiterer wichtiger Lehrer war für die junge Künstlerin Césare Colona. Momentan perfektioniert sie ihre Gesangskunst bei Elena Pankratova. Maryna Zubko errang zahlreiche Preise und Auszeichnungen, darunter die Nominierung als Nachwuchssängerin 2024 in der Fachzeitschrift „Opernwelt“, den Ulmer Theaterpreis 2022, den Liedpreis beim 9. Internationalen Lions Gesangswettbewerb der Festspiele Immling sowie den 1. Preis und Publikumspreis beim 2. Internationalen Meistersingerwettbewerb in Neustadt an der Weinstraße. Sie erhielt Stipendien u. a. des Ulmer Richard-Wagner-Verbandes, des Stuttgarter Istituto Italiano di Cultura, der Peter Fuld Stiftung sowie der Da Ponte-Stiftung. Seit der Spielzeit 2018/19 ist die Sopranistin im Solistenensemble am Theater Ulm. Dort wurde sie zur Nachwuchssängerin des Jahres gekürt. Ferner sang sie an den Bühnen von Coburg, Gelsenkirchen, Heidelberg, Darmstadt, Regensburg etc. Diesbezüglich arbeitete sie mit Dirigentinnen und Dirigenten wie  Felix Bender, Timo Handschuh, Cornelia von Kerssenbrock und Volker Christ zusammen.
Neben ihrer Bühnenpräsenz ist die Künstlerin rege als Konzertsängerin tätig. Ihr Repertoire umfasst Werke vom Barock bis zur Moderne.

## Repertoire (Auswahl)
- Maria Stuarda (Maria Stuarda)
- Desdemona (Otello (Verdi))
- Anna Bolena (Anna Bolena)
- Agathe (Der Freischütz)
- Lucia (Lucia di Lammermoor)
- Gilda (Rigoletto)
- Rosina (Il barbiere di Siviglia)
- Zerbinetta (Ariadne auf Naxos)
- Contessa (Le nozze di Figaro)
- Euridice (Orfeo ed Euridice)
- Violetta (La Traviata)
- Olympia, Antonia, Giulietta (Hoffmanns Erzählungen)